# Forno di Zoldo
Forno di Zoldo foi uma comuna italiana da região do Vêneto, província de Belluno, com cerca de 2.878 habitantes. Estende-se por uma área de 79 km², tendo uma densidade populacional de 36 hab/km². Faz fronteira com Castellavazzo, Cibiana di Cadore, La Valle Agordina, Longarone, Ospitale di Cadore, Vodo Cadore, Zoldo Alto, Zoppè di Cadore.
Desde 2016, fundiu-se com Zoldo Alto, para formar a comune de Val di Zoldo.

## Demografia
| Variação demográfica do município entre 1861 e 2011                               |
|                                                                                   |
| Fonte: Istituto Nazionale di Statistica (ISTAT) - Elaboração gráfica da Wikipedia |